# Duel de l'aube
Pour plus de détails, voir Fiche technique et Distribution.
Duel de l'aube (宮本武蔵 巌流島の決斗, Miyamoto Musashi: Ganryū-jima no kettō) est un film japonais réalisé par Tomu Uchida, sorti en 1965.

## Fiche technique
- Titre original : 宮本武蔵 巌流島の決斗 (Miyamoto Musashi: Ganryū-jima no kettō?)
- Titre français : Duel de l'aube
- Réalisation : Tomu Uchida
- Scénario : Tomu Uchida et Naoyuki Suzuki
- Photographie : Sadaji Yoshida
- Société de production : Tōei
- Musique : Taichirō Kosugi
- Pays d'origine : Japon
- Format : Couleurs - 2,35:1 - Mono
- Genre : drame, jidai-geki, chanbara
- Durée : 121 minutes
- Date de sortie : Japon : 4 septembre 1965

## Distribution
- Kinnosuke Nakamura : Miyamoto Musashi
- Ken Takakura : Sasaki Kojirō
- Wakaba Irie : Otsu
- Chieko Naniwa : Grand-mère Osugi
- Isao Kimura : Hon'iden Matahachi
- Yoshinobu Kaneko : Misawa Iori
- Michiyo Kogure : Oko
- Kōtarō Satomi : Hosokawa Tadatoshi
- Ryūji Kita : Sakai Tadakatsu
- Rentarō Mikuni : Muneaki Takuan
- Chiezo Kataoka : Sado Nagaoka

## Les films de la série
- 1961 : La Légende de Musashi Miyamoto (宮本武蔵, Miyamoto Musashi?)
- 1962 : Les Moines lanciers du temple Hozoin (宮本武蔵 般若坂の決斗, Miyamoto Musashi: Hannyazaka no kettō?)
- 1963 : À deux sabres (宮本武蔵 二刀流開眼, Miyamoto Musashi: Nitōryū kaigen?)
- 1964 : Seul contre tous à Ichijoji (宮本武蔵 一乗寺の決斗, Miyamoto Musashi: Ichijōji no kettō?)
- 1965 : Duel de l'aube (宮本武蔵 巌流島の決斗, Miyamoto Musashi: Ganryū-jima no kettō?)
- 1971 : Duel à mort (真剣勝負, Miyamoto Musashi: Shinken shobu?)